# フローリン・ステットハイマー
フローリン・ステットハイマー (Florine Stettheimer、1871年8月29日 - 1944年5月11日）はアメリカ合衆国の画家、デザイナー、詩人、サロニエール（社交界でサロンを開く女性）であった。1920年代から1930年代にかけてニューヨークの美術界で注目される存在であった。

## 略歴
ロチェスターでドイツ系ユダヤ人の裕福な家に生まれた。銀行家の父親は、フローリンら5人の子供が成人する前に家庭を去った。フローリンらの兄弟は母親とヨーロッパを旅し、フローリンはイタリア、スペイン、フランス、ドイツ、スイスで美術を学んだ後、3年間、ニューヨークの美術学校、アート・スチューデンツ・リーグで学んだ。
第一次世界大戦が始まった後から、母親と2人の姉妹とアメリカで暮らすようになり、3人の姉妹は芸術的なサロンを開くようになり、前衛芸術家のマルセル・デュシャンやジョージア・オキーフ、作曲家のエドガー・ヴァレーズ、写真家のエドワード・スタイケンやアドルフ・ド・メイヤー、美術評論家のマクブライド( Henry McBride)がステットハイマー家のサロンを訪れた。
ステットハイマーは、パーティーやビーチや庭園での遊びなど、贅沢でモダンな生活を題材に独特のスタイルで描いた。「ブロードウェイの大聖堂」というタイトルでニューヨークの街の風景を描き、高級デパートの「ヘンリ・ベンデル」のセールの様子も描かれた。「ポップアートの先駆者」と評価されることもあった
。
1916年にニューヨークの画廊で、生涯唯一の展示会を行った。作品を売ることなく、作品は自らのスタジオと部屋に飾られた。1816年に作られたニューヨークの「独立芸術家協会」(Society of Independent Artists)の展覧会には毎年参加した。1934年にはヴァージル・トムソンとガートルード・スタインによるオペラ『三幕の四人の聖人』の舞台や衣装をデザインした。
1944年にニューヨークで亡くなった後、1949年に彼女の詩集が家族によって出版された。

## 作品

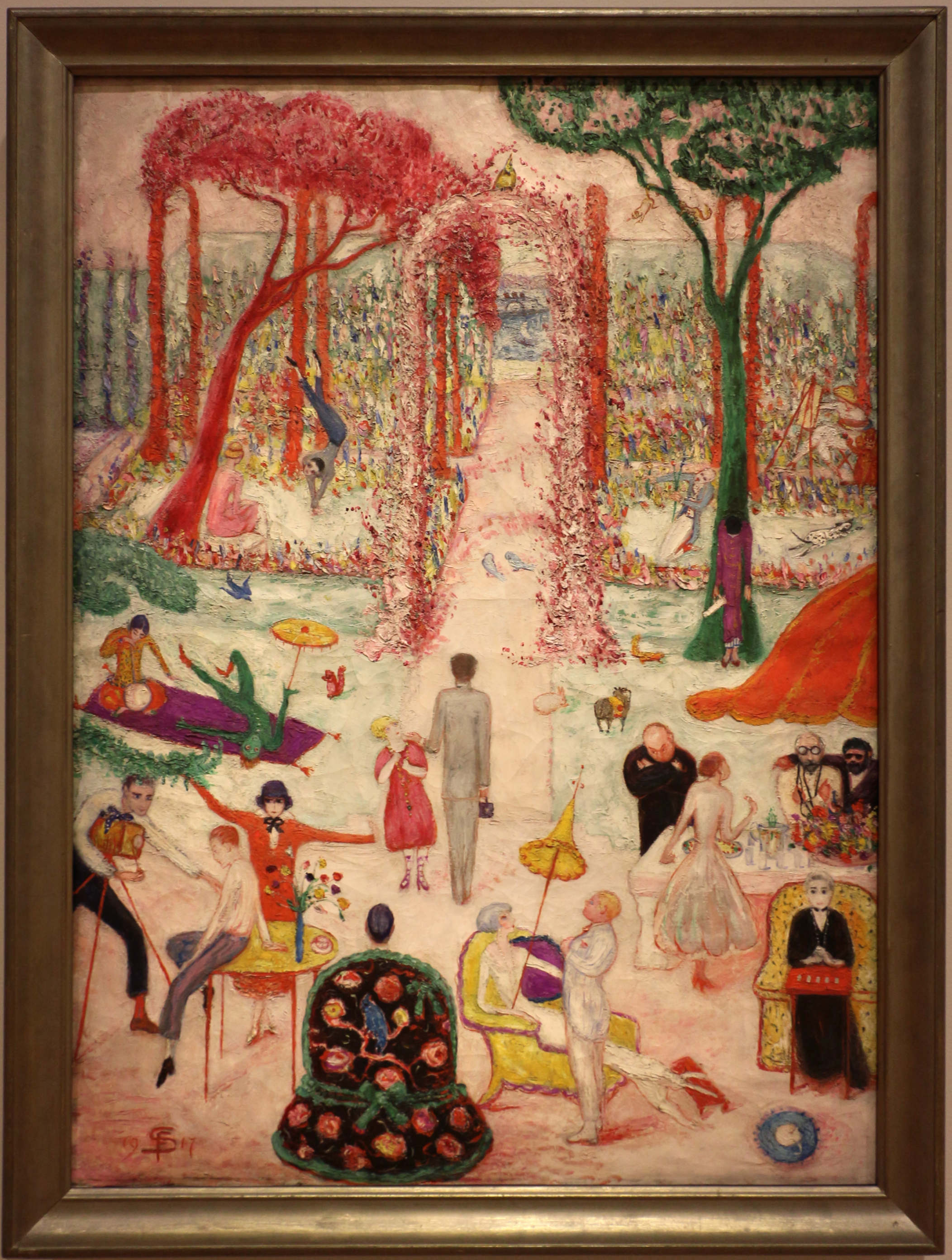
"domenica pomeriggio in campagna" (1917)
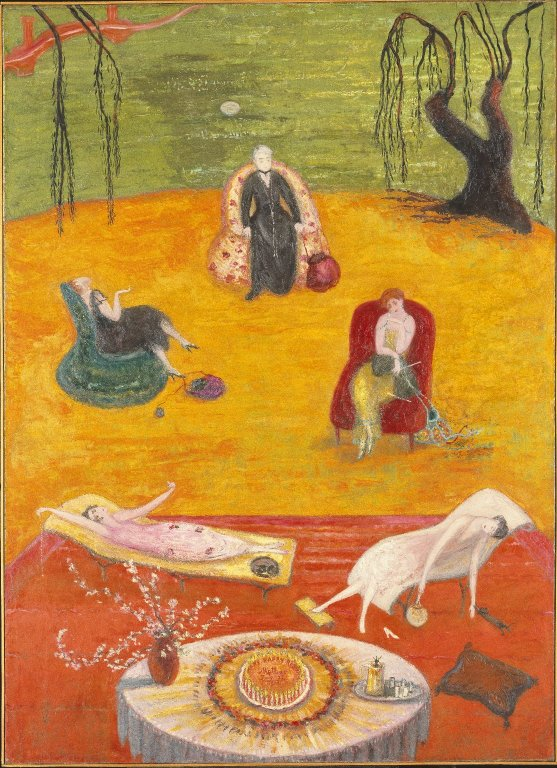
"Heat" (c.1919)
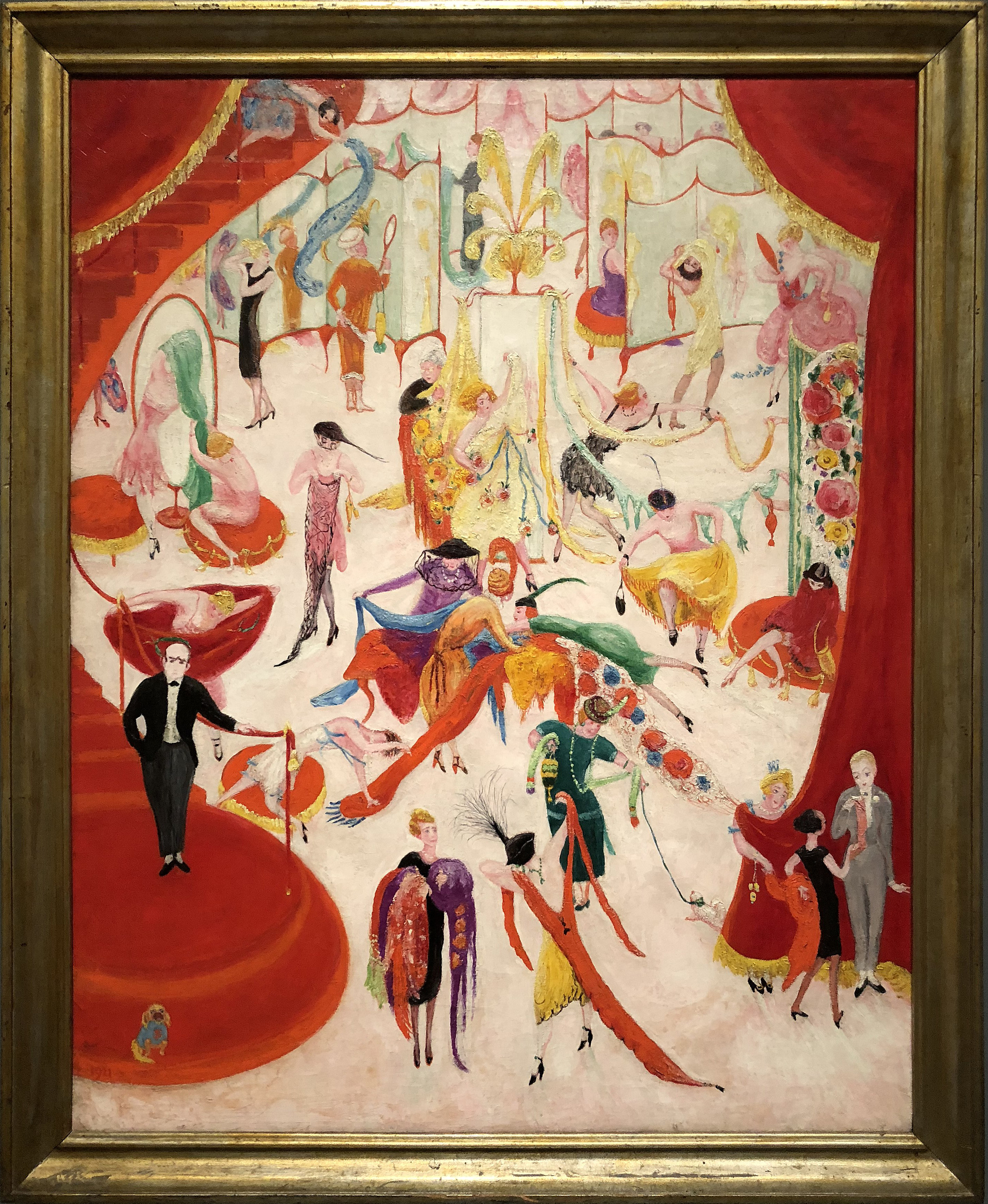
"Spring Sale at Bendel's" (1921)
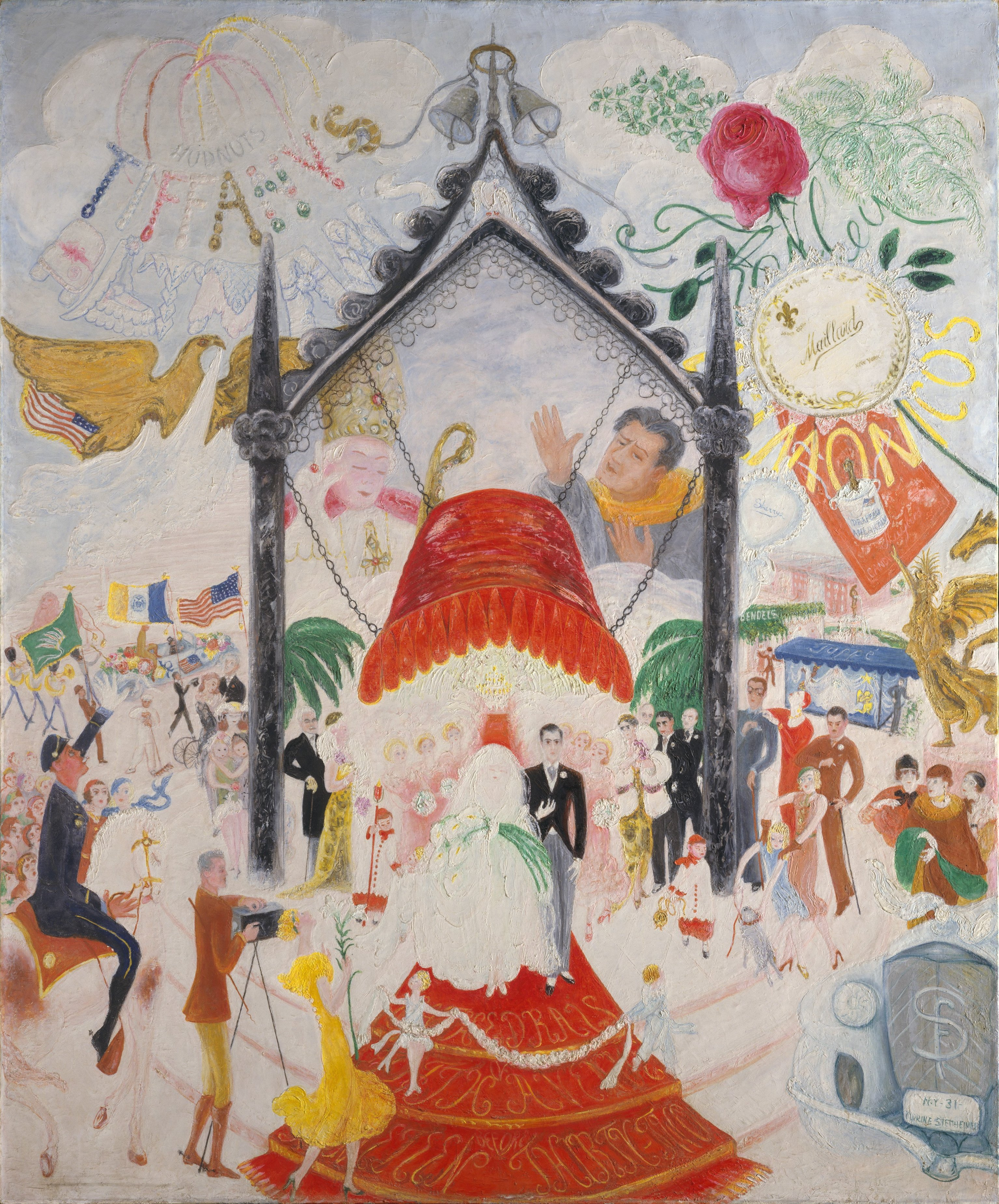
"The Cathedrals of Fifth Avenue" (1931)